# Žiga i Bandisti
Žiga i Bandisti je naziv hrvatskog etnosastava.

## Članovi
- Mirko Švenda Žiga - vokal
- Mario Magaš, trubač
- Luka Dominik, trubač
- Petar Prepelić, trombon
- Danijel Čok, bariton
- Nikola Novak, tubist
- Filip Krznar, bubnjar

## Povijest
Mirko Švenda pod nadimkom Žiga bavi se glazbom od rane mladosti kao pjevač i svirač. Svirao je i u pratećem sastavu Tomislava Ivčića. Poslije tragične smrti Tomislava Ivčića, počeo je pjevati međimurske narodne pjesme na moderan način. Objavio je pet albuma u vlastitoj diskografskoj kući "Muraland-Švenda" te jedan za "Croatia Records". Nastupao je na većem broju festivala. Od 2006. godine nastupa uz prateći sastav, koji se zove Žiga i Bandisti. Sviraju na puhačkim limenim instrumentima bez klarineta i saksofona, a pridodani su bubnjevi. Izvode tradicionalne međimurske pjesme u modernim obradama. Ponekad obrade i poznate hitove poput Tajčine pjesme "Hajde da ludujemo" s kojom su imali zapažen nastup na dodjeli Večernjakovih nagrada. Član Bandista Matija Škvorc je tragično stradao u veljači 2009. Održan je koncert njemu u spomen na njegov rođendan mjesec dana kasnije. Žiga i Bandisti pobijedili su na Međimurskom međunarodnom festivalu zabavne glazbe MEF 2009. s pjesmom “Od Mure se do Drave”.

## Diskografija
- KonkrETNO 2006.
- cvETNO protuLETje 2008.